# شفق قطبی (فیلم ۱۹۸۴)
«شفق قطبی» (انگلیسی: Aurora (1984 film)) یک فیلم است که در سال ۱۹۸۴ منتشر شد.

## بازیگران
- سوفیا لورن
- ماریزا مرلینی
- فیلیپ نوآره
- آنتونیو آلوکا
- دیوید کامرون
- الساندرا موسولینی
- آنجلا گودوین